# Tipula (Schummelia) penicillaris
Tipula (Schummelia) penicillaris is een tweevleugelige uit de familie langpootmuggen (Tipulidae). De soort komt voor in het Oriëntaals gebied.